# Xã Rock Creek, Quận Hancock, Illinois
Xã Rock Creek (tiếng Anh: Rock Creek Township) là một xã thuộc quận Hancock, tiểu bang Illinois, Hoa Kỳ. Năm 2010, dân số của xã này là 350 người.